# ميرا ميهتا
ميرا ميهتا (بالإنجليزية: Meera Mehta)‏ هي مصممة نسيج ‏ هندية، ولدت في 1950.